# Chira spinipes
Chira spinipes là một loài nhện trong họ Salticidae.
Loài này thuộc chi Chira. Chira spinipes được Władysław Taczanowski miêu tả năm 1871.